# Althen-des-Paluds
Althen-des-Paluds è un comune francese di 2 724 abitanti situato nel dipartimento della Vaucluse della regione della Provenza-Alpi-Costa Azzurra.

## Società

### Evoluzione demografica
Abitanti censiti

## Amministrazione

### Gemellaggi
- Montecarlo, dal 7 dicembre 2003[3]